# Taxonomie animală
Taxonomia animală este o ramură a zoologiei care se ocupă cu elaborarea clasificării animalelor pornind de la asemănările, deosebirile și gradul de rudenie dintre ele. Astfel taxonomia începe cu cele mai simple animale și, urmând drumul parcurs de ele în evoluție de-a lungul erelor geologice, ajunge la formele superioare de astăzi.